# Huiramba
Huiramba es una localidad ubicada en el centro del estado de Michoacán a una altitud de 2101 m y a 30 km de la capital del estado. Es la cabecera del municipio homónimo.

## Toponimia
El nombre "Huiramba" es de origen chichimeca y se interpreta como  "lugar donde hay una piedra laja grande".

## Historia
En octubre de 1950 se establece la creación del Municipio de Huiramba y se le otorga a la localidad el rango de cabecera municipal.

## Ubicación
Huiramba esta aproximadamente a 35 km de la ciudad de Morelia (la capital del estado de Michoacán) a través de la Carretera Federal 14 (Morelia-Uruapan). Se encuentra en las coordenadas 19°32′41″N 101°26′6″O / 19.54472, -101.43500, a una altitud de 2101 m s. n. m.

## Población
Cuenta con 3251 habitantes, lo que representa un crecimiento promedio de 0.80 % anual en el período 2010-2020 sobre la base de los 3007 habitantes registrados en el censo anterior. Ocupa una superficie de 1.293 km², lo que determina al año 2020 una densidad de 2514 hab/km².
| Gráfica de evolución demográfica de Huiramba entre 2000 y 2020    |
|                                                                   |
| Fuente: Instituto Nacional de Estadística Geografía e Informática |

En el año 2010 estaba clasificada como una localidad de grado medio de vulnerabilidad social.
La población de Huiramba está mayoritariamente alfabetizada (3.26 % de personas analfabetas al año 2020), con un grado de escolarización en torno de los 9 años. Al 2020, solo el 0.68 % de la población se reconoce como indígena.